# Hildegarda Bawarska
Hildegarda Ludwika Szarlotta Teresa Fryderyka (ur. 10 czerwca 1825 w Würzburgu; zm. 2 kwietnia 1864 w Austrii), księżniczka Bawarii, arcyksiężna Austrii.

## Życiorys
Hildegarda Ludwika była siódmym dzieckiem i czwartą córką Ludwika I Wittelsbacha, króla Bawarii i królowej Teresy Sachsen-Hildburghausen.
1 maja 1844 roku, w Monachium, Hildegarda wyszła za mąż za arcyksięcia Albrechta Fryderyka Habsburga, syna arcyksięcia Karola Ludwika Habsburga, księcia cieszyńskiego, i księżniczki Henrietty Nassau-Weilburg. Jej kuzynką była Elżbieta Bawarska, cesarzowa Austrii.

## Dzieci
- arcyksiężniczka Maria Teresa Habsburg (15 lipca 1845-8 października 1927), żona księcia Filipa Wirtemberskiego (1838–1917),
- arcyksiążę Karol Habsburg (3 stycznia 1847-19 lipca 1848), zmarły na ospę,
- arcyksiężniczka Matylda Habsburg (25 stycznia 1849-6 czerwca 1867), zmarła tragicznie.

Córka Hilegardy zginęła w wieku 18 lat w Schloss Hetzendorf, wiedeńskim domu cesarzowej Elżbiety. Matylda ubrana w elegancką suknię właśnie wychodziła do teatru, ale postanowiła jeszcze zapalić papierosa. Jej ojciec, który zabronił jej palić, podszedł do Matyldy a ona schowała papierosa za suknią. Suknia natychmiast stanęła w płomieniach - Matylda miała oparzenia drugiego i trzeciego stopnia. Zmarła na oczach całej rodziny.